# 栄姫

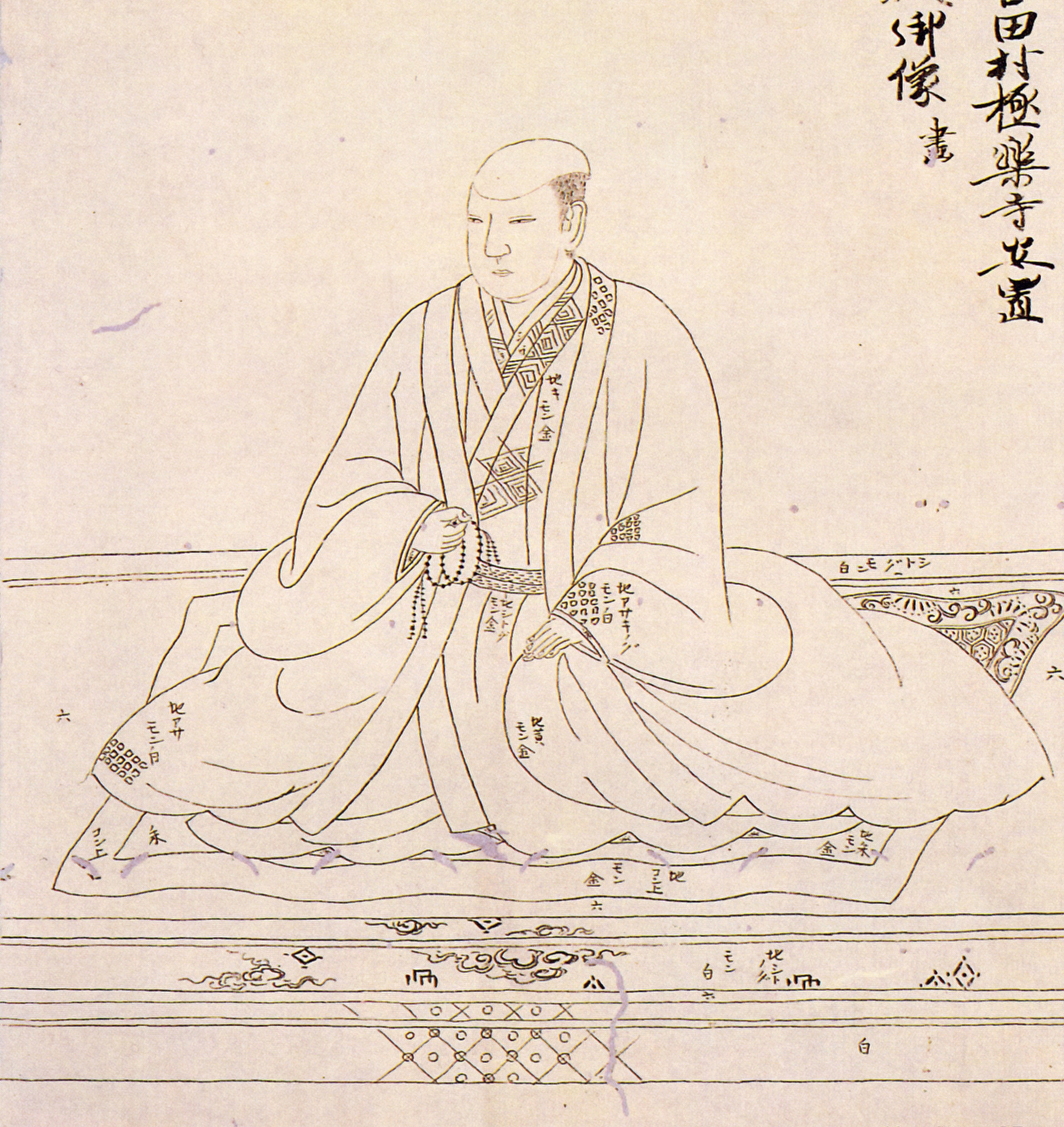
大涼院栄姫肖像画下絵(福岡市博物館蔵)

栄姫（えいひめ、天正13年 （1585年） - 寛永12年1月12日（1635年3月1日））は、安土桃山時代から江戸時代前期にかけての女性。福岡藩初代藩主・黒田長政の継室。別称に、ねね姫。出家後、大涼院と号した。

## 生涯
天正13年（1585年）、信濃国高遠城主、保科正直の娘として誕生。母は久松俊勝の娘・多劫姫で、多劫姫の母は徳川家康の実母・於大の方であるため、栄姫は家康の姪にあたる。
慶長5年（1600年）6月6日、伯父・家康の養女として、先妻の糸姫と離縁した黒田長政に嫁いだ。その際、化粧料として、豊後国玖珠郡内に1,000石を与えられた。また、護身刀として家康より稲葉志津の脇差を拝領し嫁いだ。
関ヶ原の戦いの寸前、西軍による妻女人質計画があった際には、栗山利安らの導きで、大坂天満の黒田屋敷から脱して長政の領国である豊前国中津まで船で逃れている。長政との間には忠之（福岡藩2代藩主）・長興（秋月藩藩祖）・高政（東蓮寺藩藩祖）・徳姫（榊原忠次正室）・亀子姫（池田輝興正室）の3男2女を儲けた。
福岡藩がお家騒動（黒田騒動）を乗り切って後の寛永12年（1635年）、病身ながら次代藩主である孫・吉兵衛（光之）の江戸幕府3代将軍・徳川家光への謁見に江戸城へ随行した。その後間もなく黒田藩江戸桜田屋敷にて死去。法名も同じく大涼院。当初、西久保（現・東京都港区虎ノ門3丁目）の天徳寺に葬られた。現在は黒田家菩提寺である祥雲寺（東京都渋谷区）と少林寺（福岡市中央区）に墓所がある。また、秋月藩主になった次男の長興は、母の菩提を弔うために、秋月山浄仙院大涼寺（朝倉市秋月）を建立している。

## 遺物
日光東照宮には栄姫が奉納した燈籠一対（栄姫灯篭）が上神庫の前に残っている。これは大名の正室が奉納した唯一の灯篭である。奉納日は夫・長政が寄進した大鳥居と同じ、「元和四年四月十七日」の刻印がある。

## 関連作品
書籍
- 安部龍太郎『風の如く 水の如く』 集英社 、1996年。

映像
- 黒田騒動（1956年、映画、演：松浦築枝）
- 軍師官兵衛（2014年、NHK大河ドラマ、演：吉本実憂）